# Джон МакКлой
Джон МакКлой (англ. John McCloy; нар. 3 січня 1876, Брюстер — пом. 24 травня 1945, Ліонія) — американський військовослужбовець, лейтенант-командер ВМС США. Учасник Боксерського повстання та окупації Веракруса. Один з 19 військовослужбовців США — двічі кавалерів Медалі Пошани, удостоєний найвищої відзнаки за проявлений героїзм на полі бою та один із чотирнадцяти, хто отримав медаль Пошани за дві різні події.

## Біографія
Джон МакКлой народився 3 січня 1876 року в Брюстері, штат Нью-Йорк, у родині Джеймса Макклоя та Софії Бітті. Коли йому було 15 років він влаштувався до торгового флоту, і 7 березня 1898 року був зарахований до ВМС США. Проходив службу на крейсері «Коламбія» у Вест-Індії під час Іспансько-американської війни.
Потім Макклой був переведений на крейсер «Ньюарк», на якому служив на Філіппінах у 1900 році, згодом брав участь в експедиційній операції американських збройних сил у Китаї за часи Боксерського повстання. Свою першу медаль Пошани він отримав «за видатну поведінку перед обличчям ворога в боях 13, 20, 21 і 22 червня 1900 року, перебуваючи в складі експедиції з надання союзницької допомоги у Китаї».
30 липня 1903 року став боцманом, а 30 липня 1909 року був підвищений до старшого боцмана. Друга медаль Пошани була вручена Джону МакКлою «за видатну поведінку в бою і надзвичайний героїзм, проявлені при захопленні Веракруса 22 квітня 1914 року». Після вступу Сполучених Штатів у Першу світову війну, 1 липня 1917 року йому було присвоєно звання енсіна. 1 липня 1918 року він був підвищений до тимчасового лейтенанта.
Відразу після Першої світової війни, з січня 1919 року по листопад 1920 року, МакКлой служив першим командиром тральщика «Керлю». Найбільш значущою службою «Керлю» під час командування МакКлоя було очищення мінних загороджень у Північному морі. За цю роботу Макклой був відзначений Військово-морським хрестом. 3 серпня 1920 року отримав звання лейтенанта.
У листопаді 1923 року його призначили командувати тральщиком «Ларк», що базувався в Глостері, штат Массачусетс, а згодом він був переведений на есмінець-тендер «Доббін». Він вийшов у відставку лейтенантом 15 жовтня 1928 року, а 23 лютого 1942 року був підвищений у званні до лейтенант-командера.